# جان أوفه بيدرسن
جان أوفه بيدرسن (بالنرويجية البوكمول: Jan Ove Pedersen)‏ (12 نوفمبر 1968 في النرويج - ) هو مدرب كرة قدم ولاعب كرة قدم نرويجي في مركز الوسط. شارك مع Norway national under-15 association football team ‏ ومنتخب النرويج تحت 16 سنة لكرة القدم ومنتخب النرويج تحت 17 سنة لكرة القدم ومنتخب النرويج تحت 19 سنة لكرة القدم ومنتخب النرويج تحت 21 سنة لكرة القدم ومنتخب النرويج لكرة القدم. أما مع النوادي، فقد لعب مع سيركل بروج ونادي بران ونادي ليلستروم ونادي هارتلبول يونايتد وSchwarz-Weiß Bregenz ‏ وSchwarz-Weiß Bregenz ‏.

## وصلات خارجية
- جان أوفه بيدرسن على موقع اتحاد النرويج (النرويجية)
- جان أوفه بيدرسن على موقع قاعدة بيانات كرة القدم.إي يو (الإنجليزية)
- جان أوفه بيدرسن على موقع ناشيونال فوتبول تيمز (الإنجليزية)